# Sopwith Cuckoo
Die Sopwith Cuckoo war ein Doppeldecker-Torpedobomber der Royal Naval Air Service (RNAS) von 1917.
Die Erkenntnisse aus der Sopwith Camel und Sopwith Pup flossen in die Entwicklung bei der Sopwith Aviation Company ein. Obwohl die Cuckoo ein gutes Design hatte, war sie nur kurz im Einsatz. Sie war der erste richtige Torpedobomber der RNAS und hatte faltbare Flügel.

## Geschichte
Die Cuckoo flog erstmals im Juni 1917. Die ersten Cuckoos wurden im September 1918 an die RNAS geliefert. Ein Plan von Admiral David Beatty im Oktober 1918 für einen Angriff auf die deutsche Hochseeflotte in Wilhelmshaven von der HMS Argus wurde nicht realisiert. So kam es zu keinem Kriegseinsatz der Cuckoo mehr.
Eine Bestellung von 300 Cuckoos wurde nach Ende des Ersten Weltkrieges auf rund 140 Maschinen gekürzt. Über 100 Maschinen gingen an die Royal Air Force. Ihre Dienstzeit endete bereits im April 1923.
Es gab drei Varianten der Cuckoo, die Mk.I (ein Sunbeam-Arab-Motor, 200 PS), Mk.II (Wolseley Viper, 200 PS), sowie die Mk.III (Rolls-Royce Falcon III, 275 PS).

## Geschwader-Übersicht
- No. 185 Squadron RAF – Oktober 1918 und 1919
- No. 186 Squadron RAF – Ende 1918–1920.
- No. 210 Squadron RAF – 1920 von 186 Squadron bis April 1923

## Technische Daten Mk.I
| Kenngröße             | Daten                                 |
| --------------------- | ------------------------------------- |
| Besatzung             | 1                                     |
| Länge                 | 13,91 m                               |
| Spannweite            | 14,21 m                               |
| Höhe                  | 3,34 m                                |
| Flügelfläche          |                                       |
| Flügelstreckung       |                                       |
| Leermasse             | 957 kg                                |
| max. Startmasse       | 1760 kg                               |
| Höchstgeschwindigkeit | 150 km/h                              |
| Dienstgipfelhöhe      |                                       |
| Reichweite            | 640 km                                |
| Triebwerke            | 1 × Sunbeam Arab, 200 PS (ca. 150 kW) |
| Bewaffnung            | 1 × Torpedo Mk.IX mit 500 kg          |